# Saison 2021-2022 des Wizards de Washington
La saison 2021-2022 des Wizards de Washington est la 61e saison de la franchise en NBA et la 49e saison dans la ville de Washington D.C.
Le 20 août 2021, la ligue annonce que la saison régulière démarre le 19 octobre 2021, avec un format typique de 82 matchs.
Après l'élimination au premier tour des playoffs la saison passée, la franchise se sépare de Scott Brooks le 16 juin 2021 et le lendemain Wes Unseld Jr. est engagé comme nouvel entraîneur en chef, pour sa première expérience NBA.
Les Wizards sont éliminés de la course aux playoffs cette saison, le 31 mars, et termine la saison à la 12e place de la conférence Est et la 4e place de leur division.

## Draft
| Tour | Choix | Joueur        | Poste | Nationalité | Provenance          |
| ---- | ----- | ------------- | ----- | ----------- | ------------------- |
| 1    | 15    | Corey Kispert | SF    | États-Unis  | Bulldogs de Gonzaga |

## Matchs

### Summer League
| Summer League Total: 1-3 |

| Match | Date match | Équipe     | Score         | Meilleur marqueur    | Meilleur rebondeur | Meilleur passeur        | Lieux                | Série |
| ----- | ---------- | ---------- | ------------- | -------------------- | ------------------ | ----------------------- | -------------------- | ----- |
| 1     | 10 août    | Sacramento | D 75-89       | Caleb Homesley (17)  | Jordan Goodwin (8) | Mason Jones (4)         | Cox Pavilion         | 0 - 1 |
| 2     | 12 août    | Brooklyn   | D 81-84 (2OT) | Jaime Echenique (17) | Jay Huff (8)       | Xavier Rathan-Mayes (9) | Cox Pavilion         | 0 - 2 |
| 3     | 15 août    | Milwaukee  | V 93-83       | Corey Kispert (18)   | Caleb Homesley (8) | Caleb Homesley (5)      | Thomas & Mack Center | 1 - 2 |
| 4     | 16 août    | Indiana    | D 65-74       | Isaiah Todd (11)     | Mason Jones (7)    | Jordan Goodwin (3)      | Cox Pavilion         | 1 - 3 |

### Pré-saison
| Pré-saison Total: 0-4 (Domicile : 0-2; Extérieur : 0-2) |

| Match | Date match | Équipe     | Score     | Meilleur marqueur     | Meilleur rebondeur    | Meilleur passeur      | Lieux Spectateurs            | Série |
| ----- | ---------- | ---------- | --------- | --------------------- | --------------------- | --------------------- | ---------------------------- | ----- |
| 1     | 5 octobre  | @ Houston  | D 119-125 | Bradley Beal (18)     | Montrezl Harrell (11) | Spencer Dinwiddie (5) | Toyota Center 11 495         | 0 - 1 |
| 2     | 9 octobre  | New York   | D 99-117  | Montrezl Harrell (18) | Montrezl Harrell (10) | Beal, Dinwiddie (4)   | Capital One Arena 8 060      | 0 - 2 |
| 3     | 12 octobre | Toronto    | D 108-113 | Kyle Kuzma (24)       | Daniel Gafford (17)   | Spencer Dinwiddie (7) | Capital One Arena 7 048      | 0 - 3 |
| 4     | 15 octobre | @ New York | D 113-115 | Raul Togni Neto (25)  | Daniel Gafford (10)   | Kyle Kuzma (5)        | Madison Square Garden 12 258 | 0 - 4 |

### Saison régulière
| Saison régulière Total: 35-47 (Domicile : 21-20; Extérieur : 14-27) |

| Match | Date match | Équipe     | Score           | Meilleur marqueur      | Meilleur rebondeur    | Meilleur passeur       | Lieux Spectateurs        | Série |
| ----- | ---------- | ---------- | --------------- | ---------------------- | --------------------- | ---------------------- | ------------------------ | ----- |
| 1     | 20 octobre | @ Toronto  | V 98-83         | Bradley Beal (23)      | Kyle Kuzma (15)       | Spencer Dinwiddie (6)  | Scotiabank Arena 19 800  | 1 - 0 |
| 2     | 22 octobre | Indiana    | V 135-134 (OT)  | Spencer Dinwiddie (34) | Kyle Kuzma (11)       | Spencer Dinwiddie (9)  | Capital One Arena 15 407 | 2 - 0 |
| 3     | 25 octobre | @ Brooklyn | D 90-104        | Bradley Beal (19)      | Kyle Kuzma (13)       | Spencer Dinwiddie (6)  | Barclays Center 14 487   | 2 - 1 |
| 4     | 27 octobre | @ Boston   | V 116-107       | Montrezl Harrell (25)  | Montrezl Harrell (11) | Dinwiddie, Holiday (3) | TD Garden                | 3 - 1 |
| 5     | 28 octobre | Atlanta    | V 122-111       | Bradley Beal (27)      | Montrezl Harrell (13) | Bradley Beal (8)       | Capital One Arena 13 653 | 4 - 1 |
| 6     | 30 octobre | Boston     | V 115-112 (2OT) | Bradley Beal (36)      | Kyle Kuzma (17)       | Bradley Beal (6)       | Capital One Arena 15 813 | 5 - 1 |

| Match | Date match   | Équipe                | Score     | Meilleur marqueur        | Meilleur rebondeur     | Meilleur passeur       | Lieux Spectateurs                 | Série  |
| ----- | ------------ | --------------------- | --------- | ------------------------ | ---------------------- | ---------------------- | --------------------------------- | ------ |
| 7     | 1er novembre | @ Atlanta             | D 111-118 | Bradley Beal (24)        | Montrezl Harrell (8)   | Spencer Dinwiddie (10) | State Farm Arena 14 632           | 5 - 2  |
| 8     | 3 novembre   | Toronto               | D 100-109 | Bradley Beal (25)        | Montrezl Harrell (10)  | Bradley Beal (7)       | Capital One Arena 13 538          | 5 - 3  |
| 9     | 5 novembre   | Memphis               | V 115-87  | Montrezl Harrell (18)    | Montrezl Harrell (8)   | Bradley Beal (7)       | Capital One Arena 16 302          | 6 - 3  |
| 10    | 7 novembre   | Milwaukee             | V 101-94  | Bradley Beal (30)        | Kyle Kuzma (10)        | Bradley Beal (8)       | Capital One Arena 15 570          | 7 - 3  |
| 11    | 10 novembre  | @ Cleveland           | V 97-94   | Montrezl Harrell (24)    | Montrezl Harrell (11)  | Bradley Beal (7)       | Rocket Mortgage FieldHouse 18 056 | 8 - 3  |
| 12    | 13 novembre  | @ Orlando             | V 104-92  | Spencer Dinwiddie (23)   | Spencer Dinwiddie (11) | Montrezl Harrell (7)   | Amway Center 17 272               | 9 - 3  |
| 13    | 15 novembre  | La Nouvelle-Orléans   | V 105-100 | Spencer Dinwiddie (27)   | Deni Avdija (10)       | Spencer Dinwiddie (9)  | Capital One Arena 13 914          | 10 - 3 |
| 14    | 17 novembre  | @ Charlotte           | D 87-97   | Bradley Beal (24)        | Deni Avdija (11)       | Bradley Beal (7)       | Spectrum Center 14 402            | 10 - 4 |
| 15    | 18 novembre  | @ Miami               | D 97-112  | Bradley Beal (30)        | Kyle Kuzma (13)        | Kyle Kuzma (7)         | FTX Arena 19 600                  | 10 - 5 |
| 16    | 20 novembre  | Miami                 | V 103-100 | Bradley Beal (21)        | Kyle Kuzma (11)        | Bradley Beal (9)       | Capital One Arena 20 476          | 11 - 5 |
| 17    | 22 novembre  | Charlotte             | D 103-109 | Montrezl Harrell (24)    | Montrezl Harrell (18)  | Bradley Beal (9)       | Capital One Arena 16 575          | 11 - 6 |
| 18    | 24 novembre  | @ La Nouvelle-Orléans | D 102-127 | Bradley Beal (23)        | Montrezl Harrell (9)   | Spencer Dinwiddie (9)  | Smoothie King Center 14 659       | 11 - 7 |
| 19    | 26 novembre  | @ Oklahoma City       | V 101-99  | Beal, Caldwell-Pope (20) | Kyle Kuzma (10)        | Bradley Beal (6)       | Paycom Center 14 579              | 12 - 7 |
| 20    | 27 novembre  | @ Dallas              | V 120-114 | Bradley Beal (26)        | Daniel Gafford (10)    | Bradley Beal (7)       | American Airlines Center 20 223   | 13 - 7 |
| 21    | 29 novembre  | @ San Antonio         | D 99-116  | Bradley Beal (18)        | Daniel Gafford (10)    | Bradley Beal (8)       | AT&T Center 12 606                | 13 - 8 |

| Match | Date match   | Équipe       | Score          | Meilleur marqueur             | Meilleur rebondeur           | Meilleur passeur       | Lieux Spectateurs              | Série   |
| ----- | ------------ | ------------ | -------------- | ----------------------------- | ---------------------------- | ---------------------- | ------------------------------ | ------- |
| 22    | 1er décembre | Minnesota    | V 115-107      | Montrezl Harrell (27)         | Daniel Gafford (10)          | Spencer Dinwiddie (11) | Capital One Arena 15 318       | 14 - 8  |
| 23    | 3 décembre   | Cleveland    | D 101-116      | Deni Avdija (16)              | Montrezl Harrell (8)         | Trois joueurs (4)      | Capital One Arena 17 227       | 14 - 9  |
| 24    | 5 décembre   | @ Toronto    | D 90-102       | Kentavious Caldwell-Pope (26) | Montrezl Harrell (14)        | Bradley Beal (7)       | Scotiabank Arena 19 800        | 14 - 10 |
| 25    | 6 décembre   | @ Indiana    | D 110-116      | Bradley Beal (34)             | Daniel Gafford (8)           | Holiday, Neto (5)      | Gainbridge Fieldhouse 12 581   | 14 - 11 |
| 26    | 8 décembre   | @ Détroit    | V 119-116 (OT) | Kyle Kuzma (26)               | Daniel Gafford (10)          | Spencer Dinwiddie (7)  | Little Caesars Arena 10 499    | 15 - 11 |
| 27    | 11 décembre  | Utah         | D 98-123       | Bradley Beal (21)             | Daniel Gafford (11)          | Bradley Beal (5)       | Capital One Arena 17 575       | 15 - 12 |
| 28    | 13 décembre  | @ Denver     | D 107-113      | Dāvis Bertāns (21)            | Montrezl Harrell (7)         | Bradley Beal (10)      | Ball Arena 14 632              | 15 - 13 |
| 29    | 15 décembre  | @ Sacramento | D 105-119      | Bradley Beal (30)             | Kentavious Caldwell-Pope (7) | Bradley Beal (5)       | Golden 1 Center 13 806         | 15 - 14 |
| 30    | 16 décembre  | @ Phoenix    | D 98-118       | Bradley Beal (28)             | Montrezl Harrell (7)         | Bradley Beal (5)       | Footprint Center 16 177        | 15 - 15 |
| 31    | 18 décembre  | @ Utah       | V 109-103      | Bradley Beal (37)             | Daniel Gafford (9)           | Bradley Beal (7)       | Vivint Smart Home Arena 18 306 | 16 - 15 |
| -     | 21 décembre  | @ Brooklyn   | Reporté        | Reporté                       | Reporté                      | Reporté                | Barclays Center                | -       |
| 32    | 23 décembre  | @ New York   | V 124-117      | Spencer Dinwiddie (21)        | Kyle Kuzma (10)              | Spencer Dinwiddie (12) | Madison Square Garden 18 208   | 17 - 15 |
| 33    | 26 décembre  | Philadelphie | D 96-117       | Spencer Dinwiddie (17)        | Kyle Kuzma (10)              | Spencer Dinwiddie (6)  | Capital One Arena 16 767       | 17 - 16 |
| 34    | 28 décembre  | @ Miami      | D 112-119      | Spencer Dinwiddie (24)        | Daniel Gafford (11)          | Spencer Dinwiddie (11) | FTX Arena 19 600               | 17 - 17 |
| 35    | 30 décembre  | Cleveland    | V 110-93       | Bradley Beal (29)             | Kyle Kuzma (10)              | Bradley Beal (10)      | Capital One Arena 15 637       | 18 - 17 |

| Match | Date match  | Équipe        | Score     | Meilleur marqueur      | Meilleur rebondeur        | Meilleur passeur       | Lieux Spectateurs        | Série   |
| ----- | ----------- | ------------- | --------- | ---------------------- | ------------------------- | ---------------------- | ------------------------ | ------- |
| 36    | 1er janvier | Chicago       | D 119-120 | Kyle Kuzma (29)        | Kyle Kuzma (12)           | Bradley Beal (17)      | Capital One Arena 19 043 | 18 - 18 |
| 37    | 3 janvier   | Charlotte     | V 124-121 | Kyle Kuzma (36)        | Kyle Kuzma (14)           | Avdija, Beal (8)       | Capital One Arena 8 902  | 19 - 18 |
| 38    | 5 janvier   | Houston       | D 111-114 | Bradley Beal (27)      | Kyle Kuzma (9)            | Bradley Beal (5)       | Capital One Arena 13 014 | 19 - 19 |
| 39    | 7 janvier   | @ Chicago     | D 122-130 | Bradley Beal (26)      | Kyle Kuzma (11)           | Bradley Beal (6)       | United Center 21 700     | 19 - 20 |
| 40    | 9 janvier   | @ Orlando     | V 102-100 | Kyle Kuzma (27)        | Kyle Kuzma (22)           | Spencer Dinwiddie (10) | Amway Center 13 223      | 20 - 20 |
| 41    | 11 janvier  | Oklahoma City | V 122-118 | Kyle Kuzma (29)        | Gafford, Harrell (7)      | Spencer Dinwiddie (10) | Capital One Arena 13 985 | 21 - 20 |
| 42    | 12 janvier  | Orlando       | V 112-106 | Kyle Kuzma (19)        | Caldwell-Pope, Kuzma (10) | Kyle Kuzma (9)         | Capital One Arena 13 138 | 22 - 20 |
| 43    | 16 janvier  | Portland      | D 110-115 | Spencer Dinwiddie (27) | Kyle Kuzma (12)           | Spencer Dinwiddie (7)  | Capital One Arena 15 124 | 22 - 21 |
| 44    | 17 janvier  | Philadelphie  | V 117-98  | Montrezl Harrell (18)  | Kyle Kuzma (16)           | Spencer Dinwiddie (7)  | Capital One Arena 14 581 | 23 - 21 |
| 45    | 19 janvier  | Brooklyn      | D 118-119 | Bradley Beal (23)      | Harrell, Kuzma (6)        | Bradley Beal (9)       | Capital One Arena 15 380 | 23 - 22 |
| 46    | 21 janvier  | Toronto       | D 105-109 | Bradley Beal (25)      | Rui Hachimura (8)         | Bradley Beal (8)       | Capital One Arena 14 755 | 23 - 23 |
| 47    | 23 janvier  | Boston        | D 87-116  | Bradley Beal (19)      | Trois joueurs (7)         | Bradley Beal (7)       | Capital One Arena 16 371 | 23 - 24 |
| 48    | 25 janvier  | L.A. Clippers | D 115-116 | Bradley Beal (23)      | Kyle Kuzma (12)           | Bradley Beal (6)       | Capital One Arena 13 544 | 23 - 25 |
| 49    | 29 janvier  | @ Memphis     | D 95-115  | Kyle Kuzma (30)        | Kyle Kuzma (8)            | Bradley Beal (12)      | FedExForum 17 135        | 23 - 26 |

| Match                  | Date match  | Équipe         | Score           | Meilleur marqueur             | Meilleur rebondeur     | Meilleur passeur       | Lieux Spectateurs                 | Série   |
| ---------------------- | ----------- | -------------- | --------------- | ----------------------------- | ---------------------- | ---------------------- | --------------------------------- | ------- |
| 50                     | 1er février | @ Milwaukee    | D 98-112        | Kyle Kuzma (25)               | Kyle Kuzma (11)        | Spencer Dinwiddie (9)  | Fiserv Forum 17 341               | 23 - 27 |
| 51                     | 2 février   | @ Philadelphie | V 106-103       | Kyle Kuzma (24)               | Spencer Dinwiddie (12) | Spencer Dinwiddie (10) | Wells Fargo Center 20 089         | 24 - 27 |
| 52                     | 5 février   | Phoenix        | D 80-95         | Montrezl Harrell (15)         | Montrezl Harrell (7)   | Dinwiddie, Holiday (3) | Capital One Arena 18 058          | 24 - 28 |
| 53                     | 7 février   | Miami          | D 100-121       | Corey Kispert (20)            | Avdija, Kispert (6)    | Spencer Dinwiddie (6)  | Capital One Arena 14 222          | 24 - 29 |
| 54                     | 10 février  | Brooklyn       | V 113-112       | Raul Togni Neto (21)          | Kyle Kuzma (13)        | Kyle Kuzma (10)        | Capital One Arena 15 204          | 25 - 29 |
| 55                     | 12 février  | Sacramento     | D 110-123       | Kyle Kuzma (22)               | Kyle Kuzma (8)         | Kyle Kuzma (7)         | Capital One Arena 14 169          | 25 - 30 |
| 56                     | 14 février  | Détroit        | D 103-94        | Kyle Kuzma (23)               | Deni Avdija (15)       | Ish Smith (6)          | Capital One Arena 10 793          | 26 - 30 |
| 57                     | 16 février  | @ Indiana      | D 108-113       | Kentavious Caldwell-Pope (27) | Kyle Kuzma (15)        | Raul Togni Neto (8)    | Gainbridge Fieldhouse 14 540      | 26 - 31 |
| 58                     | 17 février  | @ Brooklyn     | V 117-103       | Rui Hachimura (20)            | Deni Avdija (8)        | Ish Smith (6)          | Barclays Center 17 477            | 27 - 31 |
| NBA All-Star Game 2022 |             |                |                 |                               |                        |                        |                                   |         |
| 59                     | 25 février  | San Antonio    | D 153-157 (2OT) | Kyle Kuzma (36)               | Deni Avdija (9)        | Raul Togni Neto (9)    | Capital One Arena 15 302          | 27 - 32 |
| 60                     | 26 février  | @ Cleveland    | D 86-92         | Kyle Kuzma (34)               | Kyle Kuzma (13)        | Raul Togni Neto (6)    | Rocket Mortgage FieldHouse 19 432 | 27 - 33 |

| Match | Date match | Équipe          | Score     | Meilleur marqueur             | Meilleur rebondeur            | Meilleur passeur      | Lieux Spectateurs            | Série   |
| ----- | ---------- | --------------- | --------- | ----------------------------- | ----------------------------- | --------------------- | ---------------------------- | ------- |
| 61    | 1er mars   | Détroit         | V 116-113 | Kyle Kuzma (21)               | Kyle Kuzma (9)                | Ish Smith (8)         | Capital One Arena 12 122     | 28 - 33 |
| 62    | 4 mars     | Atlanta         | D 114-117 | Kentavious Caldwell-Pope (28) | Bryant, Hachimura (6)         | Kyle Kuzma (11)       | Capital One Arena 15 927     | 28 - 34 |
| 63    | 6 mars     | Indiana         | V 133-123 | Kristaps Porziņģis (25)       | Avdija, Smith (7)             | Ish Smith (9)         | Capital One Arena 13 937     | 29 - 34 |
| 64    | 9 mars     | @ L.A. Clippers | D 109-115 | Kristaps Porziņģis (19)       | Daniel Gafford (10)           | Ish Smith (8)         | Crypto.com Arena 15 282      | 29 - 35 |
| 65    | 11 mars    | @ L.A. Lakers   | D 109-122 | Kyle Kuzma (23)               | Kristaps Porziņģis (14)       | Neto, Satoranský (4)  | Crypto.com Arena 18 997      | 29 - 36 |
| 66    | 12 mars    | @ Portland      | D 118-127 | Kentavious Caldwell-Pope (26) | Corey Kispert (5)             | Trois joueurs (5)     | Moda Center 17 524           | 29 - 37 |
| 67    | 14 mars    | @ Golden State  | D 112-126 | Kristaps Porziņģis (25)       | Kuzma, Porziņģis (8)          | Neto, Smith (7)       | Chase Center 18 064          | 29 - 38 |
| 68    | 16 mars    | Denver          | D 109-127 | Deni Avdija (19)              | Kyle Kuzma (9)                | Kyle Kuzma (7)        | Capital One Arena 15 326     | 29 - 39 |
| 69    | 18 mars    | @ New York      | D 97-100  | Kuzma, Porziņģis (18)         | Kristaps Porziņģis (11)       | Kyle Kuzma (9)        | Madison Square Garden 19 812 | 29 - 40 |
| 70    | 19 mars    | L.A. Lakers     | V 127-119 | Kristaps Porziņģis (27)       | Kentavious Caldwell-Pope (10) | Tomáš Satoranský (6)  | Capital One Arena 20 476     | 30 - 40 |
| 71    | 21 mars    | @ Houston       | D 97-115  | Kristaps Porziņģis (22)       | Kristaps Porziņģis (13)       | Raul Togni Neto (10)  | Toyota Center 13 936         | 30 - 41 |
| 72    | 24 mars    | @ Milwaukee     | D 102-114 | Ish Smith (17)                | Kristaps Porziņģis (9)        | Neto, Smith (6)       | Fiserv Forum 18 018          | 30 - 42 |
| 73    | 25 mars    | @ Détroit       | V 100-97  | Kristaps Porziņģis (30)       | Avdija, Porziņģis (10)        | Satoranský, Smith (6) | Little Caesars Arena 18 943  | 31 - 42 |
| 74    | 27 mars    | Golden State    | V 123-115 | Corey Kispert (25)            | Kristaps Porziņģis (9)        | Tomáš Satoranský (7)  | Capital One Arena 24 760     | 32 - 42 |
| 75    | 29 mars    | Chicago         | D 94-107  | Rui Hachimura (21)            | Kristaps Porziņģis (10)       | Tomáš Satoranský (10) | Capital One Arena 15 922     | 32 - 43 |
| 76    | 30 mars    | Orlando         | V 127-110 | Kristaps Porziņģis (35)       | Tomáš Satoranský (10)         | Tomáš Satoranský (13) | Capital One Arena 16 455     | 33 - 43 |

| Match | Date match | Équipe      | Score     | Meilleur marqueur             | Meilleur rebondeur       | Meilleur passeur     | Lieux Spectateurs        | Série   |
| ----- | ---------- | ----------- | --------- | ----------------------------- | ------------------------ | -------------------- | ------------------------ | ------- |
| 77    | 1er avril  | Dallas      | V 135-103 | Kentavious Caldwell-Pope (35) | Kristaps Porziņģis (9)   | Ish Smith (9)        | Capital One Arena 17 745 | 34 - 43 |
| 78    | 3 avril    | @ Boston    | D 102-144 | Caldwell-Pope, Porziņģis (17) | Hachimura, Porziņģis (7) | Tomáš Satoranský (7) | TD Garden 19 156         | 34 - 44 |
| 79    | 5 avril    | @ Minnesota | V 132-114 | Kristaps Porziņģis (25)       | Daniel Gafford (12)      | Ish Smith (14)       | Target Center 17 136     | 35 - 44 |
| 80    | 6 avril    | @ Atlanta   | V 103-118 | Kristaps Porziņģis (26)       | Kristaps Porziņģis (18)  | Avdija, Smith (6)    | State Farm Arena 17 381  | 35 - 45 |
| 81    | 8 avril    | New York    | D 92-114  | Rui Hachimura (21)            | Thomas Bryant (10)       | Tomáš Satoranský (8) | Capital One Arena 19 472 | 35 - 46 |
| 82    | 10 avril   | @ Charlotte | D 108-124 | Rui Hachimura (21)            | Anthony Gill (8)         | Tomáš Satoranský (9) | Spectrum Center 18 465   | 35 - 47 |

### Confrontations en saison régulière
| Conférence Est      | Conférence Est                              | Conférence Est                              | Conférence Est                              | Conférence Est                              | Conférence Ouest                            | Conférence Ouest                            | Conférence Ouest                            |
| Division Atlantique | Division Atlantique                         | Division Atlantique                         | Division Atlantique                         | Division Atlantique                         | Division Nord-Ouest                         | Division Nord-Ouest                         | Division Nord-Ouest                         |
| Équipe              | Domicile                                    | Domicile                                    | Extérieur                                   | Extérieur                                   | Équipe                                      | Domicile                                    | Extérieur                                   |
| ------------------- | ------------------------------------------- | ------------------------------------------- | ------------------------------------------- | ------------------------------------------- | ------------------------------------------- | ------------------------------------------- | ------------------------------------------- |
| Boston              | 115-112 (2OT)                               | 87-116                                      | 116-107                                     | 102-144                                     | Denver                                      | 109-127                                     | 107-113                                     |
| Brooklyn            | 118-119                                     | 113-112                                     | 90-104                                      | 117-103                                     | Minnesota                                   | 115-107                                     | 132-114                                     |
| New York            | 92-114                                      |                                             | 124-117                                     | 97-100                                      | Oklahoma City                               | 122-118                                     | 101-99                                      |
| Philadelphie        | 96-117                                      | 117-98                                      | 106-103                                     |                                             | Portland                                    | 110-115                                     | 118-127                                     |
| Toronto             | 100-109                                     | 105-109                                     | 98-83                                       | 90-102                                      | Utah                                        | 98-123                                      | 109-103                                     |
|                     | 3–6                                         | 3–6                                         | 5–4                                         | 5–4                                         |                                             | 2–3                                         | 3–2                                         |
| Division            | 8–10                                        | 8–10                                        | 8–10                                        | 8–10                                        | Division                                    | 5–5                                         | 5–5                                         |
| Division Centrale   | Division Centrale                           | Division Centrale                           | Division Centrale                           | Division Centrale                           | Division Pacifique                          | Division Pacifique                          | Division Pacifique                          |
| Équipe              | Domicile                                    | Domicile                                    | Extérieur                                   | Extérieur                                   | Équipe                                      | Domicile                                    | Extérieur                                   |
| Chicago             | 119-120                                     | 94-107                                      | 122-130                                     |                                             | Golden State                                | 123-115                                     | 112-126                                     |
| Cleveland           | 101-116                                     | 110-93                                      | 97-94                                       | 86-92                                       | L.A. Clippers                               | 115-116                                     | 109-115                                     |
| Detroit             | 103-94                                      | 116-113                                     | 119-116 (OT)                                | 100-97                                      | L.A. Lakers                                 | 127-119                                     | 109-122                                     |
| Indiana             | 135-134 (OT)                                | 133-123                                     | 110-116                                     | 108-113                                     | Phoenix                                     | 80-95                                       | 98-118                                      |
| Milwaukee           | 101-94                                      |                                             | 98-112                                      | 102-114                                     | Sacramento                                  | 110-123                                     | 105-119                                     |
|                     | 6–3                                         | 6–3                                         | 3–6                                         | 3–6                                         |                                             | 2–3                                         | 0–5                                         |
| Division            | 9–9                                         | 9–9                                         | 9–9                                         | 9–9                                         | Division                                    | 2–8                                         | 2–8                                         |
| Division Sud-Est    | Division Sud-Est                            | Division Sud-Est                            | Division Sud-Est                            | Division Sud-Est                            | Division Sud-Ouest                          | Division Sud-Ouest                          | Division Sud-Ouest                          |
| Équipe              | Domicile                                    | Domicile                                    | Extérieur                                   | Extérieur                                   | Équipe                                      | Domicile                                    | Extérieur                                   |
| Atlanta             | 122-111                                     | 114-117                                     | 111-118                                     | 103-118                                     | Dallas                                      | 135-103                                     | 120-114                                     |
| Charlotte           | 103-109                                     | 124-121                                     | 87-97                                       | 108-124                                     | Houston                                     | 111-114                                     | 97-115                                      |
| Miami               | 103-100                                     | 100-121                                     | 97-112                                      | 112-119                                     | Memphis                                     | 115-87                                      | 95-115                                      |
| Orlando             | 112-106                                     | 127-110                                     | 104-92                                      | 102-100                                     | New Orleans                                 | 105-100                                     | 102-127                                     |
|                     |                                             |                                             |                                             |                                             | San Antonio                                 | 153-157 (2OT)                               | 99-116                                      |
|                     | 5–3                                         | 5–3                                         | 2–6                                         | 2–6                                         |                                             | 3–2                                         | 1–4                                         |
| Division            | 7–9                                         | 7–9                                         | 7–9                                         | 7–9                                         | Division                                    | 4–6                                         | 4–6                                         |
| Conférence          | 24–28 (Domicile : 14–12; Extérieur : 10–16) | 24–28 (Domicile : 14–12; Extérieur : 10–16) | 24–28 (Domicile : 14–12; Extérieur : 10–16) | 24–28 (Domicile : 14–12; Extérieur : 10–16) | Conférence                                  | 11–19 (Domicile : 6–8; Extérieur : 5–11)    | 11–19 (Domicile : 6–8; Extérieur : 5–11)    |
| Total               | 35–47 (Domicile : 20–20; Extérieur : 15–27) | 35–47 (Domicile : 20–20; Extérieur : 15–27) | 35–47 (Domicile : 20–20; Extérieur : 15–27) | 35–47 (Domicile : 20–20; Extérieur : 15–27) | 35–47 (Domicile : 20–20; Extérieur : 15–27) | 35–47 (Domicile : 20–20; Extérieur : 15–27) | 35–47 (Domicile : 20–20; Extérieur : 15–27) |

## Classements
| Conférence Est | Conférence Est              | Conférence Est | Conférence Est | Conférence Est | Conférence Est | Conférence Est | Conférence Est |
| No             | Franchise                   | Vic.           | Déf.           | MJ             | V/D            | GB             |                |
| -------------- | --------------------------- | -------------- | -------------- | -------------- | -------------- | -------------- | -------------- |
| 1              | c - Heat de Miami           | 53             | 29             | 82             | .646           | –              |                |
| 2              | y - Celtics de Boston       | 51             | 31             | 82             | .622           | 2              |                |
| 3              | y - Bucks de Milwaukee      | 51             | 31             | 82             | .622           | 2              |                |
| 4              | x - 76ers de Philadelphie   | 51             | 31             | 82             | .622           | 2              |                |
| 5              | x - Raptors de Toronto      | 48             | 34             | 82             | .585           | 5              |                |
| 6              | x - Bulls de Chicago        | 46             | 36             | 82             | .561           | 7              |                |
|                |                             |                |                |                |                |                |                |
| 7              | x - Nets de Brooklyn        | 44             | 38             | 82             | .537           | 9              |                |
| 8              | pi - Cavaliers de Cleveland | 44             | 38             | 82             | .537           | 9              |                |
| 9              | x - Hawks d'Atlanta         | 43             | 39             | 82             | .524           | 10             |                |
| 10             | pi - Hornets de Charlotte   | 43             | 39             | 82             | .524           | 10             |                |
|                |                             |                |                |                |                |                |                |
| 11             | o - Knicks de New York      | 37             | 45             | 82             | .451           | 16             |                |
| 12             | o - Wizards de Washington   | 35             | 47             | 82             | .427           | 18             |                |
| 13             | o - Pacers de l'Indiana     | 25             | 57             | 82             | .305           | 28             |                |
| 14             | o - Pistons de Détroit      | 23             | 59             | 82             | .280           | 30             |                |
| 15             | o - Magic d'Orlando         | 22             | 60             | 82             | .268           | 31             |                |

| Division Sud-Est          | V  | D  | MJ | V/D  | GB | Dom   | Ext   | Div  |
| ------------------------- | -- | -- | -- | ---- | -- | ----- | ----- | ---- |
| y - Heat de Miami         | 53 | 29 | 82 | .646 | –  | 29–12 | 24–17 | 13–3 |
| x - Hawks d'Atlanta       | 43 | 39 | 82 | .524 | 10 | 27–14 | 16–25 | 9–7  |
| o - Hornets de Charlotte  | 43 | 39 | 82 | .524 | 10 | 22–19 | 21–20 | 8–8  |
| o - Wizards de Washington | 35 | 46 | 82 | .427 | 18 | 21–20 | 14–27 | 7–9  |
| o - Magic d'Orlando       | 22 | 60 | 82 | .268 | 31 | 12–29 | 10–31 | 3–13 |